# کتاب اقدس
کتاب اقدس (اقدس به معنی مقدس‌ترین) در میان تقریباً صد مجلّد از کتب بهاءالله، بنیان‌گذار آئین بهائی، از اهمیت ویژه‌ای برخوردار است. کتاب اقدس و ضمائم آن به همراه تبیینات و توضیحات عبدالبهاء و شوقی افندی و قوانین وضع‌شده توسط بیت العدل اعظم مبنای احکام و قوانین مدنی، جزایی، اخلاقی و دینی آئین بهائی است. کتاب اقدس به زبان عربی و بسیار کوتاه، کمتر از ۵۰ صفحه با خط عربی، است.
سبک نوشتار کتاب اقدس شبیه دیگر کتاب‌های ادیان یکتاپرست، به‌ویژه قرآن است. چند اثر بهاءالله که بعد از کتاب اقدس نوشته شده به همراه رساله سؤال و جواب از متممات کتاب اقدس محسوب می‌شوند. بهائیان معتقدند که کتاب اقدس مانند سایر آثار بهاءالله وحی منزل بر وی بوده است.
کتاب اقدس علاوه بر وضع احکام و قوانین بهائی و نصایح اخلاقی، به شرح کلیات نظام اداری جامعهٔ بهائی و مدنیّت جهانی بهائی می‌پردازد، عبدالبهاء را به عنوان جانشین بهاءالله منصوب می‌کند، انذاراتی و خطاباتی به رؤسای جمهور آمریکا، پادشاهان، و رؤسای ادیان دارد، از ظلم و ناکارآمدی حکومت عثمانی و سقوط آن در آینده می‌گوید و به باور بهائیان به جنگ‌های جهانی، در جایی که آلمان را خطاب می‌کند، اشاره می‌کند و چشم‌اندازی از ظهور دموکراسی در ایران ارائه می‌دهد. به گفتهٔ شوقی افندی، کتاب اقدس منشور «نظم نوین جهانی» بهاءالله است. بهاءالله در ابتدای کتاب اقدس از آن با عنوان «السبب الاعظم لنظم العالم و حفظ الامم» (بزرگ‌ترین وسیله برای نظم دنیا و حفاظت از مردمان) یاد می‌کند.
به بیانی کتاب اقدس در سال ۱۸۷۳ نوشته و در سال ۱۸۹۰ به دستور بهاءالله در هند به چاپ رسید. بیت العدل اعظم در سال ۱۹۹۲ ترجمهٔ رسمی و کامل کتاب اقدس را به زبان انگلیسی منتشر کرد. ترجمهٔ کتاب اقدس شامل ترجمهٔ محلقات کتاب اقدس، رسالهٔ سؤال و جواب، خلاصهٔ احکام و نکات مهم کتاب، و یادداشت‌ها و توضیحات مفصل بر آیات کتاب اقدس نیز می‌شد. تمام متون دستنویس پیامبران بهایی قبل از انتشار به دقت ویرایش شدند و نسخ ویرایش‌شده سپس به زبان انگلیسی ترجمه شدند. برگردان به سایر زبان‌ها از روی ترجمهٔ انگلیسی و نه نسخهٔ دستنویس اصلی (به تصویب بیت العدل اعظم توسط ناشران بهایی) انجام شد. مؤسسه‌ای بهائی در آلمان در سال ۱۹۹۷ مضمون و شرح آیات کتاب اقدس را به زبان فارسی منتشر کرد.

## تاریخ نگارش
گفته می‌شود بهاءالله در سال ۱۸۷۳ میلادی معادل با چهارشنبه ۷ صفر المظفر ۱۲۹۰ یا (۱۲۹۲) قمری، کتاب را در بیت عبود در عکا کامل کرد. گرچه شواهدی وجود دارد که برخی از اجزاء آن را زودتر به رشتهٔ تحریر درآورده است. ویلیام میلر شرق‌شناس معتقد است که برای اقدس تاریخ دقیق انتشار نمی‌توان مشخص کرد. وجود مطالبی از بغداد و عکا در این کتاب شواهدی هستند که کتاب بعد از تاریخ ۱۸۶۸ میلادی نوشته شده است. با این حال منابع جدید همگی سال تکمیل کتاب اقدس را حدوداً پنج سال بعد از تبعید و زندانی شدن بهاءالله در عکا یعنی سال ۱۸۷۳ می‌دانند.

## ترجمه اقدس به دیگر زبان‌ها
بهاءالله کتاب اقدس را در سال ۱۸۷۳ (۱۲۸۷ قمری) به زبان عربی نوشت. کتاب اقدس در سال ۱۸۹۰ به دستور بهاءالله در هند به چاپ رسید. ترجمه روسی این کتاب توسط الکساندر تومانسکی در سال ۱۸۹۹ میلادی (۱۳۰۳ ق) انجام شد. این مهم‌ترین اثر او در زمینهٔ مطالعات آئین بهائی بود. در حدود سال ۱۹۰۰ (۱۳۰۴ق) یک ترجمه غیررسمی انگلیسی کتاب توسط یک بهائی به نام آنتون حداد تهیه شد و در بین جامعه نوپای بهائیان آمریکا به صورت تایپ شده انتشار یافت. در سال ۱۹۶۱ (۱۳۴۰ش) اِرل ای. اِلدِر و ویلیام مَک اِلوی میلِر، که هر دو سالها مُبلغ مذهبی کلیسای پرسبیتری در ایران بودند، ترجمهٔ انگلیسی کتاب اقدس را منتشر کردند. این ترجمه ضعیف، فاقد حس شاعرانه، و مهارت در ترجمهٔ عربی بود، توضیحات و تفاسیر حاشیه‌ای‌اش از بنیادگرایی مسیحی سرچشمه می‌گرفت و اشتباهاتی به خصوص در یادداشت‌هایش داشت. میلر که سالها مبلغ مسیحیت در ایران بود و مواضیع آشکار ضد بهائی داشت حملات شدیداللحنی علیه آئین بهائی داشت و عمدهٔ این نظرات بر اساس منابع ازلی بود.

### ترجمه انگلیسی
در سال ۱۹۷۳ (۱۳۵۲ش) «تلخیص و تدوین حدود و احکام کتاب اقدس» توسط بیت العدل اعظم با ۲۱ قسمت از کتاب اقدس که قبلاً توسط شوقی افندی ترجمه شده بود، به علاوهٔ فهرست‌های مختصر دیگری از قوانین و احکام موجود در کتاب، و مواضع متفرقه آن به زبان انگلیسی ترجمه گردید و در دسترس عموم قرار گرفت.
نهایتاً در سال ۱۹۹۲ (۱۳۷۱ ش)، بیت العدل اعظم ترجمهٔ کامل و رسمی کتاب اقدس را همراه با یادداشتها و توضیح مفصل آیات کتاب اقدس، خلاصه احکام و نکات اصلی کتاب اقدس، مجموعه‌ای کوچک از آثار بهاءالله که از ملحقات کتاب اقدس محسوب می‌شود و رساله «سؤال و جواب» به زبان انگلیسی منتشر نمود. ترجمه کتاب اقدس به بسیاری از زبان‌های دیگر بر اساس این نسخه تهیه شد. مارگیت واربرگ یک بهایی پژوه در کتاب خود می‌نویسد تمام نسخ خطی از متون مقدس پیشوایان بهایی (بهاءالله و عبدالبهاء و باب) قبل از انتشار به دقت ویرایش شدند و سپس به زبان انگلیسی ترجمه شدند و این نسخه‌های ویرایش و ترجمه شده به زبان انگلیسی با تصویب بیت العدل اعظم توسط ناشران بهایی منتشر شدند. ترجمه کتب مقدس بهایی به دیگر زبان‌ها از همین متون ترجمه انگلیسی، و نه نسخه اصلی که به زبان عربی و فارسی بودند، ایجاد می‌شود. به‌طوریکه حتی ترجمه‌های بعدی به خود زبان عربی نیز از روی نسخه ترجمه انگلیسی می‌باشند. در تاریخ ۱۳۹۳ (۲۰۱۴) کتاب اقدس به ۳۷ زبان زنده جهان ترجمه شده.

### ترجمه فارسی
در سال ۱۹۹۲ بیت العدل اعظم متن اصلی کتاب اقدس را به همراه ملحقات و رساله «سؤال و جواب» که در اصل به زبان فارسی هستند، ترجمه فارسی یادداشتها و توضیحات مفصل آیات، خلاصه احکام و نکات اصلی کتاب برای فارسی‌زبانان منتشر نمود. این بخش‌های اخیر کتاب عیناً از نسخه انگلیسی به فارسی برگردان شده است.
چند سال بعد در سال ۱۹۹۷ موسسه‌ای بهائی در آلمان، مضمون فارسی آیات کتاب اقدس که در جلسات هفتگی مبلغ بهائی، عبدالحمید اشراق خاوری، بیان شده بود و توسط وحید رأفتی تدوین گردیده بود را در کتابی تحت عنوان «تقریرات دربارهٔ کتاب مستطاب اقدس» منتشر نمود.

## سبک و لحن
سبک نوشتار کتاب اقدس شبیه دیگر کتاب‌های ادیان یکتاپرست، به‌ویژه قرآن است. به عقیده باسانی یک خوانندهٔ غیربهایی ممکن‌است از نبود نظم ظاهری در توالی قوانین و هشدارها در کتاب اقدس شگفت زده‌شود. از طرفی دیگر نادر سعیدی ترتیب و نظم آیات کتاب اقدس را بر اساس توالی سه اصل یگانگی خداوند، یگانگی مظاهر ظهور (پیامبران) و یگانگی نوع انسان استوار می‌داند. به گفته سعیدی این اصول که در آثار بهاءالله در سه دوره متوالیِ اوایل و اواسط بغداد، اواخر بغداد و ادرنه و اواخر ادرنه و اوایل عکا آمده‌اند به همان ترتیب در کتاب اقدس نیز آورده شده‌اند. کتاب اقدس با یگانگی خداوند و هدف از خلقت بشر آغاز می‌شود، در سراسر کتاب از اصل ظهور تدریجی وحی از طریق نسخ احکام گذشته و تشریع احکام جدید، اصل عهد و میثاق، و اینکه تا هزار سال بعد مظهر ظهوری نخواهد، و تأکید بر اقتدار بی چون و چرای بهاءالله سخن می‌گوید و با اصل یگانگی نوع انسان به عنوان یکی از نشانه‌های بلوغ بشری ختم می‌یابد.
مشابه سبک قرآن، اقدس به عربی محکم و ساده و با اندک تزئینات بلاغی نوشته‌شده است. مشابه دیگر آثار بهاءالله، انحرافاتی از هنجارهای زبان عربی وجود دارد که منعکس‌کنندهٔ کاربرد فارسی است. بدعت‌هایی در گرامر عربی دیده می‌شود، ولی تعداد این بدعت‌ها کمتر از آثار باب است. مباحث در مورد موضوعات مختلف کوتاه و موجز است و قوانین مهم در یک یا دو جمله بیان شده‌اند. به گفته سهیل بشروئی کتاب اقدس نمونه‌ای عالی از سبک پیراسته‌ای است که اعراب به آن «سهل ممتنع» می‌گویند. یکی از خصیصه‌های این سبک ایجاز فوق‌العاده در نوشتار است که به روشنی در کتاب اقدس دیده می‌شود. آیات کتاب اقدس ترکیبی از عناصر شعر و نثر قافیه (سجع) دارند و از صنایع ادبی‌ی همچون واج‌آرایی، هم‌آوایی، تکرار، نام‌آوا، مجاورت، تضاد، استعاره، تشبیه، روایت، و انسان‌انگاری بهره برده‌اند. متن کتاب بین اظهاراتی ساده و جملاتی در حرکت است که کلید فهمیدن کتاب را در یافتن سرنخ‌هایی در خود متن پیشنهاد می‌کند. لاوسن معتقد است که مهم‌ترین خصیصه کتاب اقدس این باور راسخ در آن است که خداوند بار دیگر با بشر از طریق پیامبر برگزیده خود، یعنی بهاءالله، سخن گفته است.

## جانشینی و نظم اداری آئین بهائی
کتاب اقدس به مسئله جانشینی بهاءالله، بنیان‌گذار آئین بهائی می‌پردازد و عبدالبهاء فرزند ارشد بهاءالله را به عنوان جانشین و مبیّن آیات (روشنگر و توضیح دهنده آثار بهاءالله) برمی‌گزیند. مضاف بر این شالوده نظم اداری آئین بهائی نیز در این کتاب ریخته می‌شود. کتاب اقدس بر لزوم تشکیل شوراهای نه نفره بهائی (که بعدها با نام محفل شناخته می‌شوند) و در راس آن‌ها بیت العدل اعظم تأکید می‌کند. تعیین جانشین و نحوه اداره جامعه دینی به صورت مکتوب توسط موسّس آئین بهائی منجر به حفظ وحدت جامعه و اصالت دیانت شد و از ایجاد تفرقه در این دین جلوگیری کرد. در آئین بهائی طبقه روحانیت وجود ندارد و محافل محلی، ملی و بیت العدل اعظم که نهادهای شوراییِ انتخابی هستند به اداره امور جامعه بهائی می‌پردازند. مشرق الاذکارها، یا عبادتگاه‌های بهائی، از دیگر موسسات نظم اداری بهائی هستند که کتاب اقدس دستور ساخت آن را داده است. همچنین این کتاب بر لزوم برگزاری ضیافات نوزده روزه از دیگر اجزاء کلیدی نظم اداری بهائی تأکید می‌کند. ضیافت نوزده روزه یک گردهمایی بهائی است که هر نوزده روز یک بار بهائیان شهر، روستا یا محله دور هم گرد آمده به نیایش، معاشرت و مشورت راجع به مسائل جامعه می‌پردازند.

## احکام، اوامر و مناهی
در آئین بهائی احکام غالباً نه به صورت دستورالعمل‌های جزئی برای موقعیت‌های متفاوت بلکه به به شکل اصول کلی ارائه شده است که در بسیاری موارد فرد به شکلی که در زندگی خود و در هر موقعیت مناسب می‌بیند این اصول را به کار می‌گیرد. تعالیم بهائی دربارهٔ بسیاری از جنبه‌های زندگی اظهارنظری نمی‌کنند. در برخی موارد، به صراحت ذکر شده که یک موضوع خاص مسئلهٔ انتخاب فردی است و نه حکم الهی. همچنین در مورد برخی از احکام اجتماعی آئین بهائی که هم‌اکنون به اجرا گذاشته می‌شوند نیز تأکید کلّی شدیدی بر آگاهی، درک و عقلانیت فرد است. بر طبق بیانات بهاءالله، بهائیان احکام بهائی را باید با سرور و از روی عشق اجرا نمایند. در آئین بهائی هیچ فردی مسئول نظارت بر رعایت احکام توسط دیگران نیست. در نظر بهائیان فرد فقط پاسخگوی خداست و هر شخص مسئولیت بهبود و به انضباط درآوردن رفتار و اعمال خود را دارد.
مبنای احکام بهائی آثار مکتوب و رسمی بهاءالله مانند کتاب اقدس و ضمائم آن به همراه تبیینات و توضیحات عبدالبهاء و شوقی افندی و قوانین وضع شده توسط بیت العدل اعظم است. به گفته شوقی افندی اجرای آن دسته از احکام برای بهائیان فرض است که اجرایش ممکن و مستقیماً با قوانین مدنی مملکت مغایر نباشد وی همچنین در ادامه توضیح می‌دهد که بعضی از احکام و قوانین کتاب اقدس برای زمان آینده نوشته شده‌اند. بیت العدل اعظم در مقدمه کتاب اقدس هدف از اجرای احکام را اینچنین بیان می‌کند: «این احکام به کیفیتی در قالب کلمات و بیانات الهّیه گنجانده شده تا ذهن خواننده را به اصل مسلم متوجه سازد که مقصد غائی از احکام، در هر موضوعی که باشد، آن است که به جامعه انسانی آرامش خاطر بخشد و سطح رفتار و سلوک بشر را ارتقاء دهد و بر عرفان نفوس بیفزاید و هیئت اجتماعه را مجتمعاً و منفرداً به حیات روحانی دلالت نماید».
بعضی از احکام فردی و اجتماعی، توصیه‌ها، مناهی و اوامر کتاب اقدس ذیلاً به اختصار آمده‌اند.
- نماز در دین بهائی به صورت انفرادی در صبح و ظهر و شام بر هر بالغی واجب است. قبله آنان شهر عکا است که مرقد میرزا حسینعلی نوری، بهاءالله در آن واقع است. برای نماز وضو نیز لازم است، ولی اگر کسی آب برای وضو نداشته باشد، به جای وضو پنج‌بار می‌گوید: «بسم الله الاطهر الاطهر». و جز در نماز میّت، نماز جماعت ندارند.
- روزه بهائیان یک ماه به مقدار نوزده روز است، زیرا در گاهشمار بهائیان، هر ماه، نوزده روز و هر سال نوزده ماه دارد و مجموع ایام سال ۳۶۱ روز است ۴ یا ۵ روز اضافه به ایّام هاء[۵۱] بمعنی ایّام بخشش نامیده می‌شود؛ که بهائیان به استقبال ایّام روزه می‌روند. آخرین روز ماه روزه آن‌ها مصادف با عید نوروز است.[۵۲][۵۳]
- حج زیارت خانه‌ای است، که سید علی محمد باب در آن متولد شده، یا خانه‌ای که میرزا حسینعلی نوری (بهاءالله) در مدت اقامت خود در عراق در آن زندگی می‌کرد.[۵۴]
- هر مرد فقط می‌تواند یک زن داشته باشد، در کتاب اقدس ازدواج با دو زن با رعایت عدالت جایز دانسته شده است؛ ولی عبدالبهاء مبّین آثار بهاءاللّه گفته است: چون شرط عدالت هیچ‌گاه تحقق نمی‌یابد، پس در واقع در ازدواج تعدد راه ندارد.[۲۰][۵۵]
- سن بلوغ پسر و دختر یکسان است، یعنی پانزده سالگی.[۲۰]
- لزوم تعلیم و تربیت فرزندان (هم دختر و هم پسر) توسط پدر و مادر[۲۰]
- تمام اشیا و تمام انسان‌ها با هر اعتقاد و مذهبی پاک هستند[۵۶]
- تأکید بر نظافت[۱]
- ستایش موسیقی[۲۰]
- تشویق به معاشرت با پیروان ادیان دیگر همرا با محّبت و دوستی[۱]
- لزوم ترک تعصبات جاهلیه[۱]
- دوری از غرور و استکبار[۱]
- تشویق به ادب[۱]
- تشویق به صداقت و راستگویی[۱]
- تشویق به امانت داری[۱]
- تشویق به وفاداری[۱]
- تشویق به پاکدامنی[۱]
- تشویق به مهمان‌نوازی[۱]
- تشویق به مدارا[۱]
- تشویق به عدل و انصاف[۱]
- لزوم اتحاد و همبستگی[۱]
- لزوم انتخاب خط و زبان بین‌المللی برای ایجاد اتحاد جهانی[۱]
- تأکید بر ضرورت عرفان مظهر ظهور الهی و عمل به اوامرش[۱]
- تشویق بر رعایت حال حیوانات و پرهیز از زیاده روی در شکار[۱]
- لزوم شهروند قانون‌مدار بودن و اطاعت از حکومت[۵۷]
- تشویق به کار کردن و دوری از تنبلی[۱]
- منع تکدی‌گری[۱]
- منع رهبانیت[۱]
- منع دست‌بوسی[۱]
- منع حرفه پیشوائی مذهبی[۱]
- منع ارتقاء بر منابر[۱]
- منع ریاضات[۱]
- منع مصرف مشروبات الکلی و مواد مخّدر[۱]
- منع برده داری[۱]
- منع داشتن و حمل اسلحه[۲۰]
- پرهیز از خشونت و مقابله به مثل[۲۰]
- منع ضرب و جرح[۱]
- منع نزاع و جدال[۱]
- منع غیبت و افترا[۲۰]
- منع زنا[۱] و رابطه جنسی دو همجنس[۱][۲۰]
- منع قمار[۲۰]
- منع توبه و اقرار به گناهان نزد دیگران[۱][۲۰]
- احکام مربوط به ارث[۱][۲۰]
- احکام مربوط به ازدواج بهائی[۲۰]
- احکام مربوط به قتل، زنا، سرقت، حرق عمد[۵۸]
- ادای حقوق الله (۱۹ درصد آنچه بعد از خرج‌های ضروری باقی می‌ماند)[۴۹]

## خطابات و انذارات به مُلوک و اُمراء
بهاءالله در کتاب اقدس پادشاهان جهان را به امر خداوند که توسط او آورده شده دعوت می‌کند. آنان را از مال اندوزی برحذر می‌دارد و به پاکی دل و شتافتن به ملکوتی که توسط او ظاهر شده و خدمت به آن و حمایت از ستمدیدگان دعوت می‌کند. از عظمت امری که خداوند توسط او ظاهر کرده سخن می‌گوید و متذکر می‌شود که برای «تصرف ممالک» آن‌ها نیامده بلکه برای «تصرف قلوب» آمده است. بعد از این مقدمه وی بعضی از این پادشاهان همچون فرانسوا ژوزف و ویلهلم اول را مستقیماً مورد خطاب قرار می‌دهد، روسای جمهور قاره آمریکا را به اجرای عدالت دعوت می‌کند و اعضای پارلمان‌های دنیا را به انتخاب یک خط و زبان بین‌المللی برای ایجاد اتحاد و صلح تشویق می‌کند، از ظلم و ناکارآمدی حکومت عثمانی و سقوط آن در آینده می‌گوید. به باور بهائیان کتاب اقدس همچنین به جنگهای جهانی در جایی که آلمان را خطاب می‌کند اشاره می‌کند و چشم‌اندازی از ظهور دموکراسی در ایران ارائه می‌دهد. بهاءالله از طهران، خراسان و کرمان نیز در کتاب اقدس یاد می‌کند. طهران را با عنوان‌ها «ارض طا»، «افق النور» و «مطلع فرح العالمین» مورد خطاب قرار می‌دهد و به او می‌گوید به زودی امور در تو دگرگون می‌شود و زمام امور در دست «جمهور الناس» (جمهور مردمان) می‌افتد و به او اطمینان می‌دهد که اضطرابش به آرامش تبدیل خواهد شد.

## باورها

### خدا
بهائیان به خدایی معتقدند که یگانه، جاوید و خالق همه چیز است. این خدا به‌طور مستقیم در دسترس نیست ولی از طریق وحی با پیامبران ارتباط برقرار می‌کند که در این دین پیامبر تجلی خداوندی است. تجدید دین از اصول این آئین است و یکتایی خداوند از آموزه‌های بنیادین دین بهائی است. خداوند در دین بهائی، غیرقابل ادراک، غیرقابل دسترس، منبع تمام وحی، ابدی، عالِم کل، کل، همه‌جا حاضر و قدیر توصیف شده است.
بهائیان معتقدند که درک مستقیم ذات خداوند غیرممکن است. اگر چه دسترسی مستقیم به خداوند امکان‌پذیر نیست، ولی بهائیان اعتقاد دارند که خداوند قصد و اراده خود را به اشکال مختلف معرفی می‌کند. او هر از گاهی چند با استفاده از فرستادگان خودش که در دین بهائی به آن‌ها مظاهر ظهور الهی گفته می‌شود با بشر مکالمه می‌کند. این مظاهر ظهور قصد دارند ادیان را در جهان اشاعه داده و برپا کنند. درآموزه‌های بهایی گفته می‌شود که خداوند بسیار بزرگ‌تر از آن است که توسط انسان‌ها به‌طور کامل درک شود و حتی تصویری کامل از وی به دست آید.

### جهان پس از مرگ
بهائیان به بقای روح اعتقاد داشته و هدف از زندگی را پرورش استعدادات روح می‌دانند. از نظر بهاییان، حیات اصلی حیات روح است و جسد تنها به عنوان واسطه و ابزاری برای ترقی روح است.
به اعتقاد بهائیان روح از جسم جداست و پس از مرگ، در عوالم روحانی به ترقی خود ادامه می‌دهد.
. بهائیان تعلق روح به جسم را همانند ارتباط نور با آئینه می‌دانند، نوری که در آئینه مشهود است از خود آئینه نیست بلکه انعکاس نوری است که از منبع دیگر ناشی می‌شود، به همین سبب وقتی آئینه می‌شکند نور همچنان باقی و برقرار است.

### عرفان و عمل
در آغاز کتاب اقدس بهاءالله اولین وظیفه بندگان خداوند را شناسایی او از طریق شناخت «مشرق وحی» و «مطلع امر» او می‌داند. در ادبیات بهائی از این افراد با نام «مظهر ظهور» نیز یاد می‌شود که همان پیامبران و فرستادگان خداوند هستند. بعد از شناخت فرستاده خداوند فرد باید به آموزه‌ها و اوامر او عمل کند. بهاءالله بر ضرورت توامان بودن عرفان و عمل تأکید می‌کند و یکی را بدون دیگری قابل قبول نمی‌داند.

### جستجوی حقیقت
آثار بهائی جستجوی حقیقت به‌طور مستقل را یکی از اساسی‌ترین وظایف هر فرد می‌داند. بهاءالله تأکید می‌کند که فرد باید دنیا را با چشم خود ببیند و نه از نگاه دیگران. تعالیم بهائی بیان می‌کنند که فرد به جای تقلید کورکورانه از دیگران یا از سنت‌های جامعه خود باید به جستجوی حقیقت بپردازد. آثار بهائی بیان می‌کنند که نوع بشر از توانایی تشخیص حقیقیت برخوردار است و فرد با استفاده از قوهٔ عقل و خرد که خداوند به انسان داده می‌تواند مسائل را بررسی کند و به حقیقت دست یابد. این اصل در انتخاب دین توسط فرد نیز مصداق دارد و آثار بهائی بیان می‌کنند که هر فرد در نحوهٔ تعیین اعتقاد خود باید آزاد باشد و هیچ‌کس هرگز نباید برای قبول عقاید دینی تحت فشار یا اجبار قرار گیرد. کودکانی که در خانوادهٔ بهائی متولد یا بزرگ می‌شوند خود باید در هنگام بلوغ در مورد اعتقاد دینی خود تصمیم بگیرند.

### هماهنگی بین علم و دین
آثار بهائی نه تنها علم و دین را در تضاد با یکدیگر نمی‌دانند بلکه بر هماهنگی بنیادین آن دو تأکید می‌کنند. هماهنگی علم و دین یکی از اصول اساسی آئین بهائی است.
آثار بهائی توضیح می‌دهد که حقیقت یکی است و علم و دین دو وسیله برای شناخت و درک حقیقت هستند. در دیدگاه بهائی برای درک واقعیت، هم باید به علم و هم به دین رجوع کرد. برای بهائیان، علم و دین دو نظام دانش هستند که نقش مکملی دارند و هر دو با هم پیشرفت تمدن را امکان‌پذیر می‌سازند. بهائیان معتقدند دین بدون علم به سرعت به خرافات و افراطی‌گری فروکاسته می‌شود و علم بدون دین تنها به ابزاری در خدمت ماده‌گرایی تبدیل خواهد شد. بهائیان معتقدند دین حقیقی نیز مانند علم در طول زمان تکامل می‌یابد و پیشرفت می‌کند. در دیدگاه بهائی این تکامل با تجدید دین به‌طور متناوب توسط پیامبران صورت می‌گیرد.

### اهمیت تعلیم و تربیت
در دیانت بهائی تأکید شدیدی بر اهمیت تعلیم و تربیت وجود دارد و تعلیم و تربیت به عنوان یکی از عوامل اصلی پیشرفت معنوی و مادی فرد و اجتماع در نظر گرفته می‌شود.
آثار بهائی بیان می‌کنند که با تعلیم و تربیت است که استعدادهای و توانمندی‌های بالقوه افراد پرورش می‌یابد. آثار بهائی یکی از وظایف اصلی والدین را تعلیم و تربیت فرزندان خود می‌داند و به خصوص تأکید ویژه ای بر تعلیم و تربیت فرزندان دختر قرار می‌دهد زیرا در آینده به عنوان مادر نسل بعد را پرورش می‌دهند. تعالیم بهائی هم به لزوم تربیت معنوی و روحانی فرد و هم به تعلیم و آموزش انسانی از جمله کسب علم و یادگیری هنر و فن و حرفه تأکید دارند.